# Miroslav Kratochvíl (kolová)
Miroslav Kratochvíl (* 30. dubna 1965) je bývalý československý, později český reprezentant, trenér a mezinárodní rozhodčí kolové. S kolovou začal v Brně jako třináctiletý. Spolu s Miroslavem Bergerem vybojoval v roce 1989 titul mistra světa. Taktovku reprezentačního trenéra tehdy držel Jindřich Pospíšil. V letech 1990, 1994, 1995 a 1998 skončil Kratochvíl s Bergerem na druhém a v roce 1992 na třetím místě. V roce 1989 na Světových hrách v německém Karlsruhe slavili tito odchovanci TJ Favorit Brno stříbrné medaile.